# David Nolan
David Fraser Nolan (ur. 23 listopada 1943, zm. 21 listopada 2010) – amerykański polityk, jeden z założycieli Partii Libertariańskiej. Znany także ze stworzonego przez siebie wykresu określającego preferencje polityczne, nazwanego od jego imienia diagramem Nolana. Test jest popularny do dzisiaj i rozprowadzany pod nazwą The World's Smallest Political Quiz.

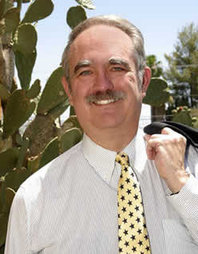
David Nolan podczas wyborów do senatu w 2010

Podział dwuosiowy na podstawie diagramu Nolana

## Wczesne życie
Urodził się w Waszyngtonie i dorastał w Maryland. W czasie swojej nauki w szkole średniej zainteresował się twórczością Ayn Rand oraz Roberta Heinleina. Studiował politologię na Massachusetts Institute of Technology. Był jednym z organizatorów akcji M.I.T. Students for Goldwater podczas prezydenckich wyborów w 1964, która miała promować kandydaturę senatora Barry'ego Goldwatera.

## Kariera polityczna
Nolan był aktywnym członkiem Young Americans for Freedom oraz Young Republicans. Kiedy jednak nadeszła prezydentura Richarda Nixona, David bardzo zawiódł się na polityce Partii Republikańskiej. W 1971 napisał przełomowy artykuł do gazety The Individualist, zatytułowany The Case for a Libertarian Political Party. W tym samym roku, z grupką przyjaciół w Kolorado, zdecydował o założeniu nowej partii, która miałaby na celu obronę wolności jednostki. Przez kolejne cztery miesiące, kontaktowali się z wieloma libertarianami w kraju, aż wreszcie 11 grudnia 1971 roku – w salonie Davida – została założona Partia Libertariańska.
W 1999 Międzynarodowe Centrum Biograficzne wybrało Nolana do grona dwóch tysięcy najwybitniejszych intelektualistów XX wieku.
Zmarł na udar w Tucson, w wieku 66 lat.